# Gebogen otterschelp
De gebogen otterschelp (Lutraria oblonga; veel gebruikt synoniem: Lutraria magna) is een tweekleppigensoort uit de familie van de Mactridae. De wetenschappelijke naam van de soort is voor het eerst geldig gepubliceerd in 1791 door Gmelin.
Rechter en linker klep van hetzelfde exemplaar:

Rechter Klep
Linker Klep